# Artopoles capensis
Artopoles capensis är en kräftdjursart som beskrevs av Barnard 1955. Artopoles capensis ingår i släktet Artopoles och familjen klotkräftor. Inga underarter finns listade i Catalogue of Life.